# بایاس (کمون)
بایاس (به فرانسوی: Bayas) یک کمون در فرانسه است که در canton of Guîtres واقع شده‌است. بایاس ۱۰٫۸۲ کیلومتر مربع مساحت دارد ۸۲ متر بالاتر از سطح دریا واقع شده‌است.